# 米哈伊尔·瓦西里耶维奇·佩夫佐夫
米哈伊尔·瓦西里耶维奇·佩夫佐夫（俄语：Михаил Васильевич Певцов，1843年5月21日（6月2日）—1902年2月25日（3月10日））俄罗斯探险家，曾去过中亚和新疆、西藏、准格尔。